# Collegio elettorale di Lonato (Regno d'Italia)
Il collegio elettorale di Lonato è stato un collegio elettorale uninominale del Regno d'Italia per l'elezione della Camera dei deputati.

## Storia
Il collegio uninominale venne istituito, insieme ad altri 442, tramite regio decreto 17 dicembre 1860, n. 4513.
Fu soppresso nel 1882 in seguito alla riforma che stabilì complessivamente 135 collegi elettorali.
Venne poi ricostituito come collegio uninominale tramite regio decreto 14 giugno 1891, n. 280, in seguito alla riforma che stabilì complessivamente 508 collegi elettorali.
Fu soppresso nel 1919 in seguito alla riforma che definì 54 collegi elettorali.
| Legislature           | VIII | IX   | X    | XI   | XII  | XIII | XIV  | XV   | XVI  | XVII | XVIII | XIX  | XX   | XXI  | XXII | XXIII | XXIV | XXV  | XXVI | XXVII | XXVIII | XXIX | XXX  |
| --------------------- | ---- | ---- | ---- | ---- | ---- | ---- | ---- | ---- | ---- | ---- | ----- | ---- | ---- | ---- | ---- | ----- | ---- | ---- | ---- | ----- | ------ | ---- | ---- |
| Elezioni              | 1861 | 1865 | 1867 | 1870 | 1874 | 1876 | 1880 | 1882 | 1886 | 1890 | 1892  | 1895 | 1897 | 1900 | 1904 | 1909  | 1913 | 1919 | 1921 | 1924  | 1929   | 1934 | 1939 |
| Deputati nel collegio | 1    | 1    | 1    | 1    | 1    | 1    | 1    |      |      |      | 1     | 1    | 1    | 1    | 1    | 1     | 1    |      |      |       |        |      |      |
|                       |      |      |      |      |      |      |      |      |      |      |       |      |      |      |      |       |      |      |      |       |        |      |      |
| Totale eletti         | 443  | 493  | 493  | 508  | 508  | 508  | 508  | 508  | 508  | 508  | 508   | 508  | 508  | 508  | 508  | 508   | 508  | 508  | 535  | 535   | 400    | 400  |      |
| Numero collegi        | 443  | 493  | 493  | 508  | 508  | 508  | 508  | 135  | 135  | 135  | 508   | 508  | 508  | 508  | 508  | 508   | 508  | 54   | 40   | 15    | 1      | 1    |      |

## Territorio
Il collegio comprendeva i seguenti comuni: Lonato, Bedizzole, Calvagese, Carzago, Desenzano sul Lago, Padenghe, Pozzolengo, Rivoltella, Sirmione, Rezzato, Botticino Mattina, Botticino Sera, Caionvico, Castenedolo, Ciliverghe, Mazzano, Nuvolento, Nuvolera, Serle, Virle Treponti, Montichiari, Calcinato, Carpenedolo, Sant'Eufemia della Fonte, Goglione Sopra, Goglione Sotto.

## Eletti
| Elezione                                          | Elezione | Deputato              | Partito          |
| ------------------------------------------------- | -------- | --------------------- | ---------------- |
|                                                   | 1861     | Emilio Broglio        | Destra storica   |
| 1865                                              |          | Emilio Broglio        | Destra storica   |
|                                                   | 1867     | Gaetano Semenza       | Sinistra storica |
|                                                   | 1867     | Francesco Lorenzoni   | Destra storica   |
|                                                   | 1870     | Giovanni Luscia       | Destra storica   |
|                                                   | 1874     | Marcello Cherubini    | Sinistra storica |
| 1876                                              |          | Marcello Cherubini    | Sinistra storica |
| 1880                                              |          | Marcello Cherubini    | Sinistra storica |
|                                                   | 1882     | Ulisse Papa           | Sinistra storica |
| (1882–1892) Plurinominale nel collegio Brescia II |          |                       |                  |
|                                                   | 1892     | Giovanni Antonio Poli | Sinistra storica |
|                                                   | 1895     | Bortolo Benedini      | Destra storica   |
|                                                   | 1897     | Luigi Carpaneda       | Sinistra storica |
|                                                   | 1900     | Gaetano Bonoris       | Destra storica   |
|                                                   | 1904     | Ugo Da Como           | Sinistra storica |
| 1909                                              |          | Ugo Da Como           | Sinistra storica |
|                                                   | 1913     | Ugo Da Como           | Unione Liberale  |

## Dati elettorali
Nel collegio si svolsero elezioni per quattordici legislature.

### VIII legislatura
Le votazioni si svolsero in 443 collegi uninominali a doppio turno. Come previsto dalla legge elettorale del 17 dicembre 1860, era eletto al primo turno il candidato che «riunisce in suo favore più del terzo dei voti del total numero dei membri componenti il collegio e più della metà dei suffragi dati dai votanti presenti all'adunanza» (art. 91). Se nessun candidato era eletto, al ballottaggio tra i due candidati con più voti era eletto chi otteneva il maggior numero di voti (art. 92) o, in caso di ugual numero di voti, il maggiore d'età (art. 93).
| Partito                            | Partito                            | Candidato                          | Primo turno 27 gennaio 1861 | Primo turno 27 gennaio 1861 | Ballottaggio 3 febbraio 1861 | Ballottaggio 3 febbraio 1861 |
| Partito                            | Partito                            | Candidato                          | Voti                        | %                           | Voti                         | %                            |
| ---------------------------------- | ---------------------------------- | ---------------------------------- | --------------------------- | --------------------------- | ---------------------------- | ---------------------------- |
|                                    | Destra storica                     | Emilio Broglio                     | 227                         | 59,11                       | 335                          | 53,86                        |
|                                    | Sinistra storica                   | Giovanni Acerbi                    | 157                         | 40,89                       | 287                          | 46,14                        |
|                                    |                                    |                                    |                             |                             |                              |                              |
| Iscritti                           | Iscritti                           | Iscritti                           | 1 107                       | 100,00                      | 1 107                        | 100,00                       |
| ↳ Votanti (% su iscritti)          | ↳ Votanti (% su iscritti)          | ↳ Votanti (% su iscritti)          | 470                         | 42,46                       | 642                          | 57,99                        |
| ↳ Voti validi (% su votanti)       | ↳ Voti validi (% su votanti)       | ↳ Voti validi (% su votanti)       | 384                         | 81,70                       | 622                          | 96,88                        |
| ↳ Schede non valide (% su votanti) | ↳ Schede non valide (% su votanti) | ↳ Schede non valide (% su votanti) | 86                          | 18,30                       | 20                           | 3,12                         |
| ↳ Astenuti (% su iscritti)         | ↳ Astenuti (% su iscritti)         | ↳ Astenuti (% su iscritti)         | 637                         | 57,54                       | 465                          | 42,01                        |

### IX legislatura
| Partito                            | Partito                            | Candidato                          | Primo turno 22 ottobre 1865 | Primo turno 22 ottobre 1865 | Ballottaggio 29 ottobre 1865 | Ballottaggio 29 ottobre 1865 |
| Partito                            | Partito                            | Candidato                          | Voti                        | %                           | Voti                         | %                            |
| ---------------------------------- | ---------------------------------- | ---------------------------------- | --------------------------- | --------------------------- | ---------------------------- | ---------------------------- |
|                                    | Destra storica                     | Emilio Broglio                     | 278                         | 43,57                       | 482                          | 53,67                        |
|                                    | Sinistra storica                   | Francesco Mazzoni                  | 276                         | 43,26                       | 416                          | 46,33                        |
|                                    | Destra storica                     | Giovanni Luscia                    | 84                          | 13,17                       |                              |                              |
|                                    |                                    |                                    |                             |                             |                              |                              |
| Iscritti                           | Iscritti                           | Iscritti                           | 1 280                       | 100,00                      | 1 280                        | 100,00                       |
| ↳ Votanti (% su iscritti)          | ↳ Votanti (% su iscritti)          | ↳ Votanti (% su iscritti)          | 682                         | 53,28                       | 914                          | 71,41                        |
| ↳ Voti validi (% su votanti)       | ↳ Voti validi (% su votanti)       | ↳ Voti validi (% su votanti)       | 638                         | 93,55                       | 898                          | 98,25                        |
| ↳ Schede non valide (% su votanti) | ↳ Schede non valide (% su votanti) | ↳ Schede non valide (% su votanti) | 44                          | 6,45                        | 16                           | 1,75                         |
| ↳ Astenuti (% su iscritti)         | ↳ Astenuti (% su iscritti)         | ↳ Astenuti (% su iscritti)         | 598                         | 46,72                       | 366                          | 28,59                        |

### X legislatura
| Partito                            | Partito                            | Candidato                          | Primo turno 10 marzo 1867 | Primo turno 10 marzo 1867 | Ballottaggio 17 marzo 1867 | Ballottaggio 17 marzo 1867 |
| Partito                            | Partito                            | Candidato                          | Voti                      | %                         | Voti                       | %                          |
| ---------------------------------- | ---------------------------------- | ---------------------------------- | ------------------------- | ------------------------- | -------------------------- | -------------------------- |
|                                    | Sinistra storica                   | Gaetano Semenza                    | 292                       | 58,17                     | 486                        | 64,54                      |
|                                    | Destra storica                     | Emilio Broglio                     | 210                       | 41,83                     | 267                        | 35,46                      |
|                                    |                                    |                                    |                           |                           |                            |                            |
| Iscritti                           | Iscritti                           | Iscritti                           | 1 183                     | 100,00                    | 1 183                      | 100,00                     |
| ↳ Votanti (% su iscritti)          | ↳ Votanti (% su iscritti)          | ↳ Votanti (% su iscritti)          | 538                       | 45,48                     | 774                        | 65,43                      |
| ↳ Voti validi (% su votanti)       | ↳ Voti validi (% su votanti)       | ↳ Voti validi (% su votanti)       | 502                       | 93,31                     | 753                        | 97,29                      |
| ↳ Schede non valide (% su votanti) | ↳ Schede non valide (% su votanti) | ↳ Schede non valide (% su votanti) | 36                        | 6,69                      | 21                         | 2,71                       |
| ↳ Astenuti (% su iscritti)         | ↳ Astenuti (% su iscritti)         | ↳ Astenuti (% su iscritti)         | 645                       | 54,52                     | 409                        | 34,57                      |

L'onorevole Semenza optò pel il collegio di Como il 9 aprile 1867. Il collegio fu riconvocato
| Partito                            | Partito                            | Candidato                          | Primo turno 12 maggio 1867 | Primo turno 12 maggio 1867 | Ballottaggio 19 maggio 1867 | Ballottaggio 19 maggio 1867 |
| Partito                            | Partito                            | Candidato                          | Voti                       | %                          | Voti                        | %                           |
| ---------------------------------- | ---------------------------------- | ---------------------------------- | -------------------------- | -------------------------- | --------------------------- | --------------------------- |
|                                    | Destra storica                     | Francesco Lorenzoni                | 69                         | 43,40                      | 258                         | 60,42                       |
|                                    | Sinistra storica                   | Enrico Guastalla                   | 90                         | 56,60                      | 169                         | 39,58                       |
|                                    |                                    |                                    |                            |                            |                             |                             |
| Iscritti                           | Iscritti                           | Iscritti                           | 1 185                      | 100,00                     | 1 185                       | 100,00                      |
| ↳ Votanti (% su iscritti)          | ↳ Votanti (% su iscritti)          | ↳ Votanti (% su iscritti)          | 269                        | 22,70                      | 431                         | 36,37                       |
| ↳ Voti validi (% su votanti)       | ↳ Voti validi (% su votanti)       | ↳ Voti validi (% su votanti)       | 159                        | 59,11                      | 427                         | 99,07                       |
| ↳ Schede non valide (% su votanti) | ↳ Schede non valide (% su votanti) | ↳ Schede non valide (% su votanti) | 110                        | 40,89                      | 4                           | 0,93                        |
| ↳ Astenuti (% su iscritti)         | ↳ Astenuti (% su iscritti)         | ↳ Astenuti (% su iscritti)         | 916                        | 77,30                      | 754                         | 63,63                       |

### XI legislatura
| Partito                            | Partito                            | Candidato                          | Primo turno 20 novembre 1870 | Primo turno 20 novembre 1870 | Ballottaggio 27 novembre 1870 | Ballottaggio 27 novembre 1870 |
| Partito                            | Partito                            | Candidato                          | Voti                         | %                            | Voti                          | %                             |
| ---------------------------------- | ---------------------------------- | ---------------------------------- | ---------------------------- | ---------------------------- | ----------------------------- | ----------------------------- |
|                                    | Destra storica                     | Giovanni Luscia                    | 144                          | 47,37                        | 290                           | 55,13                         |
|                                    | Destra storica                     | Francesco Lorenzoni                | 160                          | 52,63                        | 236                           | 44,87                         |
|                                    |                                    |                                    |                              |                              |                               |                               |
| Iscritti                           | Iscritti                           | Iscritti                           | 1 016                        | 100,00                       | 1 016                         | 100,00                        |
| ↳ Votanti (% su iscritti)          | ↳ Votanti (% su iscritti)          | ↳ Votanti (% su iscritti)          | 328                          | 32,28                        | 534                           | 52,56                         |
| ↳ Voti validi (% su votanti)       | ↳ Voti validi (% su votanti)       | ↳ Voti validi (% su votanti)       | 304                          | 92,68                        | 526                           | 98,50                         |
| ↳ Schede non valide (% su votanti) | ↳ Schede non valide (% su votanti) | ↳ Schede non valide (% su votanti) | 24                           | 7,32                         | 8                             | 1,50                          |
| ↳ Astenuti (% su iscritti)         | ↳ Astenuti (% su iscritti)         | ↳ Astenuti (% su iscritti)         | 688                          | 67,72                        | 482                           | 47,44                         |

### XII legislatura
| Partito                            | Partito                            | Candidato                          | Primo turno 8 novembre 1874 | Primo turno 8 novembre 1874 | Ballottaggio 15 novembre 1874 | Ballottaggio 15 novembre 1874 |
| Partito                            | Partito                            | Candidato                          | Voti                        | %                           | Voti                          | %                             |
| ---------------------------------- | ---------------------------------- | ---------------------------------- | --------------------------- | --------------------------- | ----------------------------- | ----------------------------- |
|                                    | Sinistra storica                   | Marcello Cherubini                 | 291                         | 59,03                       | 376                           | 57,76                         |
|                                    | Destra storica                     | Giovanni Luscia                    | 202                         | 40,97                       | 275                           | 42,24                         |
|                                    |                                    |                                    |                             |                             |                               |                               |
| Iscritti                           | Iscritti                           | Iscritti                           | 1 067                       | 100,00                      | 1 067                         | 100,00                        |
| ↳ Votanti (% su iscritti)          | ↳ Votanti (% su iscritti)          | ↳ Votanti (% su iscritti)          | 556                         | 52,11                       | 675                           | 63,26                         |
| ↳ Voti validi (% su votanti)       | ↳ Voti validi (% su votanti)       | ↳ Voti validi (% su votanti)       | 493                         | 88,67                       | 651                           | 96,44                         |
| ↳ Schede non valide (% su votanti) | ↳ Schede non valide (% su votanti) | ↳ Schede non valide (% su votanti) | 63                          | 11,33                       | 24                            | 3,56                          |
| ↳ Astenuti (% su iscritti)         | ↳ Astenuti (% su iscritti)         | ↳ Astenuti (% su iscritti)         | 511                         | 47,89                       | 392                           | 36,74                         |

### XIII legislatura
| Partito                            | Partito                            | Candidato                          | Primo turno 5 novembre 1876 | Primo turno 5 novembre 1876 | Ballottaggio 12 novembre 1876 | Ballottaggio 12 novembre 1876 |
| Partito                            | Partito                            | Candidato                          | Voti                        | %                           | Voti                          | %                             |
| ---------------------------------- | ---------------------------------- | ---------------------------------- | --------------------------- | --------------------------- | ----------------------------- | ----------------------------- |
|                                    | Sinistra storica                   | Marcello Cherubini                 | 394                         | 67,24                       | 499                           | 71,39                         |
|                                    | Destra storica                     | Dario Papa                         | 134                         | 22,87                       | 200                           | 28,61                         |
|                                    | —                                  | Giovanni Battista Marchesini       | 58                          | 9,90                        |                               |                               |
|                                    |                                    |                                    |                             |                             |                               |                               |
| Iscritti                           | Iscritti                           | Iscritti                           | 1 266                       | 100,00                      | 1 266                         | 100,00                        |
| ↳ Votanti (% su iscritti)          | ↳ Votanti (% su iscritti)          | ↳ Votanti (% su iscritti)          | 646                         | 51,03                       | 718                           | 56,71                         |
| ↳ Voti validi (% su votanti)       | ↳ Voti validi (% su votanti)       | ↳ Voti validi (% su votanti)       | 586                         | 90,71                       | 699                           | 97,35                         |
| ↳ Schede non valide (% su votanti) | ↳ Schede non valide (% su votanti) | ↳ Schede non valide (% su votanti) | 60                          | 9,29                        | 19                            | 2,65                          |
| ↳ Astenuti (% su iscritti)         | ↳ Astenuti (% su iscritti)         | ↳ Astenuti (% su iscritti)         | 620                         | 48,97                       | 548                           | 43,29                         |

### XIV legislatura
| Partito                            | Partito                            | Candidato                          | Primo turno 16 maggio 1880 | Primo turno 16 maggio 1880 | Ballottaggio 23 maggio 1880 | Ballottaggio 23 maggio 1880 |
| Partito                            | Partito                            | Candidato                          | Voti                       | %                          | Voti                        | %                           |
| ---------------------------------- | ---------------------------------- | ---------------------------------- | -------------------------- | -------------------------- | --------------------------- | --------------------------- |
|                                    | Sinistra storica                   | Marcello Cherubini                 | 282                        | 45,26                      | 521                         | 56,75                       |
|                                    | Destra storica                     | Dario Papa                         | 273                        | 43,82                      | 397                         | 43,25                       |
|                                    | —                                  | Giovanni Battista Marchesini       | 68                         | 10,91                      |                             |                             |
|                                    |                                    |                                    |                            |                            |                             |                             |
| Iscritti                           | Iscritti                           | Iscritti                           | 1 225                      | 100,00                     | 1 225                       | 100,00                      |
| ↳ Votanti (% su iscritti)          | ↳ Votanti (% su iscritti)          | ↳ Votanti (% su iscritti)          | 659                        | 53,80                      | 936                         | 76,41                       |
| ↳ Voti validi (% su votanti)       | ↳ Voti validi (% su votanti)       | ↳ Voti validi (% su votanti)       | 623                        | 94,54                      | 918                         | 98,08                       |
| ↳ Schede non valide (% su votanti) | ↳ Schede non valide (% su votanti) | ↳ Schede non valide (% su votanti) | 36                         | 5,46                       | 18                          | 1,92                        |
| ↳ Astenuti (% su iscritti)         | ↳ Astenuti (% su iscritti)         | ↳ Astenuti (% su iscritti)         | 566                        | 46,20                      | 289                         | 23,59                       |

L'onorevole Cherubini si dimise il 5 maggio 1852. Il collegio fu riconvocato.
| Partito                            | Partito                            | Candidato                          | Primo turno 4 giugno 1882 | Primo turno 4 giugno 1882 | Ballottaggio 11 giugno 1882 | Ballottaggio 11 giugno 1882 |
| Partito                            | Partito                            | Candidato                          | Voti                      | %                         | Voti                        | %                           |
| ---------------------------------- | ---------------------------------- | ---------------------------------- | ------------------------- | ------------------------- | --------------------------- | --------------------------- |
|                                    | Sinistra storica                   | Ulisse Papa                        | 225                       | 96,15                     | 216                         | 74,23                       |
|                                    | Sinistra storica                   | Marcello Cherubini                 | 9                         | 3,85                      | 75                          | 25,77                       |
|                                    |                                    |                                    |                           |                           |                             |                             |
| Iscritti                           | Iscritti                           | Iscritti                           | 1 245                     | 100,00                    | 1 245                       | 100,00                      |
| ↳ Votanti (% su iscritti)          | ↳ Votanti (% su iscritti)          | ↳ Votanti (% su iscritti)          | 289                       | 23,21                     | 300                         | 24,10                       |
| ↳ Voti validi (% su votanti)       | ↳ Voti validi (% su votanti)       | ↳ Voti validi (% su votanti)       | 234                       | 80,97                     | 291                         | 97,00                       |
| ↳ Schede non valide (% su votanti) | ↳ Schede non valide (% su votanti) | ↳ Schede non valide (% su votanti) | 55                        | 19,03                     | 9                           | 3,00                        |
| ↳ Astenuti (% su iscritti)         | ↳ Astenuti (% su iscritti)         | ↳ Astenuti (% su iscritti)         | 956                       | 76,79                     | 945                         | 75,90                       |

### XVIII legislatura
| Partito                            | Partito                            | Candidato                          | Risultati 6 novembre 1892 | Risultati 6 novembre 1892 |
| Partito                            | Partito                            | Candidato                          | Voti                      | %                         |
| ---------------------------------- | ---------------------------------- | ---------------------------------- | ------------------------- | ------------------------- |
|                                    | Sinistra storica                   | Giovanni Antonio Poli              | 2 464                     | 54,27                     |
|                                    | Destra storica                     | Bortolo Benedini                   | 2 076                     | 45,73                     |
|                                    |                                    |                                    |                           |                           |
| Iscritti                           | Iscritti                           | Iscritti                           | 6 610                     | 100,00                    |
| ↳ Votanti (% su iscritti)          | ↳ Votanti (% su iscritti)          | ↳ Votanti (% su iscritti)          | 4 696                     | 71,04                     |
| ↳ Voti validi (% su votanti)       | ↳ Voti validi (% su votanti)       | ↳ Voti validi (% su votanti)       | 4 540                     | 96,68                     |
| ↳ Schede non valide (% su votanti) | ↳ Schede non valide (% su votanti) | ↳ Schede non valide (% su votanti) | 156                       | 3,32                      |
| ↳ Astenuti (% su iscritti)         | ↳ Astenuti (% su iscritti)         | ↳ Astenuti (% su iscritti)         | 1 914                     | 28,96                     |

### XIX legislatura
| Partito                            | Partito                            | Candidato                          | Risultati 26 maggio 1895 | Risultati 26 maggio 1895 |
| Partito                            | Partito                            | Candidato                          | Voti                     | %                        |
| ---------------------------------- | ---------------------------------- | ---------------------------------- | ------------------------ | ------------------------ |
|                                    | Destra storica                     | Bortolo Benedini                   | 1 744                    | 67,54                    |
|                                    | Sinistra storica                   | Luigi Carpaneda                    | 838                      | 32,46                    |
|                                    |                                    |                                    |                          |                          |
| Iscritti                           | Iscritti                           | Iscritti                           | 4 202                    | 100,00                   |
| ↳ Votanti (% su iscritti)          | ↳ Votanti (% su iscritti)          | ↳ Votanti (% su iscritti)          | 2 702                    | 64,30                    |
| ↳ Voti validi (% su votanti)       | ↳ Voti validi (% su votanti)       | ↳ Voti validi (% su votanti)       | 2 582                    | 95,56                    |
| ↳ Schede non valide (% su votanti) | ↳ Schede non valide (% su votanti) | ↳ Schede non valide (% su votanti) | 120                      | 4,44                     |
| ↳ Astenuti (% su iscritti)         | ↳ Astenuti (% su iscritti)         | ↳ Astenuti (% su iscritti)         | 1 500                    | 35,70                    |

### XX legislatura
| Partito                            | Partito                            | Candidato                          | Primo turno 21 marzo 1897 | Primo turno 21 marzo 1897 | Ballottaggio 28 marzo 1897 | Ballottaggio 28 marzo 1897 |
| Partito                            | Partito                            | Candidato                          | Voti                      | %                         | Voti                       | %                          |
| ---------------------------------- | ---------------------------------- | ---------------------------------- | ------------------------- | ------------------------- | -------------------------- | -------------------------- |
|                                    | Sinistra storica                   | Luigi Carpaneda                    | 1 484                     | 51,64                     | 1 576                      | 52,94                      |
|                                    | Destra storica                     | Bortolo Benedini                   | 1 390                     | 48,36                     | 1 401                      | 47,06                      |
|                                    |                                    |                                    |                           |                           |                            |                            |
| Iscritti                           | Iscritti                           | Iscritti                           | 4 221                     | 100,00                    | 4 221                      | 100,00                     |
| ↳ Votanti (% su iscritti)          | ↳ Votanti (% su iscritti)          | ↳ Votanti (% su iscritti)          | 3 017                     | 71,48                     | 3 042                      | 72,07                      |
| ↳ Voti validi (% su votanti)       | ↳ Voti validi (% su votanti)       | ↳ Voti validi (% su votanti)       | 2 874                     | 95,26                     | 2 977                      | 97,86                      |
| ↳ Schede non valide (% su votanti) | ↳ Schede non valide (% su votanti) | ↳ Schede non valide (% su votanti) | 143                       | 4,74                      | 65                         | 2,14                       |
| ↳ Astenuti (% su iscritti)         | ↳ Astenuti (% su iscritti)         | ↳ Astenuti (% su iscritti)         | 1 204                     | 28,52                     | 1 179                      | 27,93                      |

### XXI legislatura
| Partito                            | Partito                                                     | Candidato                          | Primo turno 3 giugno 1900 | Primo turno 3 giugno 1900 | Ballottaggio 10 giugno 1900 | Ballottaggio 10 giugno 1900 |
| Partito                            | Partito                                                     | Candidato                          | Voti                      | %                         | Voti                        | %                           |
| ---------------------------------- | ----------------------------------------------------------- | ---------------------------------- | ------------------------- | ------------------------- | --------------------------- | --------------------------- |
|                                    | Destra storica                                              | Gaetano Bonoris                    | 1 652                     | 52,73                     | 2 107                       | 85,65                       |
|                                    | Sinistra storica                                            | Ulisse Papa                        | 1 349                     | 43,06                     | 353                         | 14,35                       |
|                                    | Socialista                                                  | Ercole Paroli                      | 132                       | 4,21                      |                             |                             |
|                                    |                                                             |                                    |                           |                           |                             |                             |
| Iscritti                           | Iscritti                                                    | Iscritti                           | 4 586                     | 100,00                    | 4 586                       | 100,00                      |
| ↳ Votanti (% su iscritti)          | ↳ Votanti (% su iscritti)                                   | ↳ Votanti (% su iscritti)          | 3 313                     | 72,24                     | 2 646                       | 57,70                       |
| ↳ Voti validi (% su votanti)       | ↳ Voti validi (% su votanti)                                | ↳ Voti validi (% su votanti)       | 3 133                     | 94,57                     | 2 460                       | 92,97                       |
| ↳ Schede non valide (% su votanti) | ↳ Schede non valide (% su votanti)                          | ↳ Schede non valide (% su votanti) | 180                       | 5,43                      | 186                         | 7,03                        |
| ↳ Astenuti (% su iscritti)         | ↳ Astenuti (% su iscritti)                                  | ↳ Astenuti (% su iscritti)         | 1 273                     | 27,76                     | 1 940                       | 42,30                       |
|                                    |                                                             |                                    |                           |                           |                             |                             |
|                                    | Il candidato Papa si ritirò nella votazione di ballottaggio |                                    |                           |                           |                             |                             |

### XXII legislatura
| Partito                            | Partito                            | Candidato                          | Risultati 6 novembre 1904 | Risultati 6 novembre 1904 |
| Partito                            | Partito                            | Candidato                          | Voti                      | %                         |
| ---------------------------------- | ---------------------------------- | ---------------------------------- | ------------------------- | ------------------------- |
|                                    | Sinistra storica                   | Ugo Da Como                        | 2 382                     | 79,00                     |
|                                    | Socialista                         | Angelo Teotti                      | 633                       | 21,00                     |
|                                    |                                    |                                    |                           |                           |
| Iscritti                           | Iscritti                           | Iscritti                           | 5 127                     | 100,00                    |
| ↳ Votanti (% su iscritti)          | ↳ Votanti (% su iscritti)          | ↳ Votanti (% su iscritti)          | 3 212                     | 62,65                     |
| ↳ Voti validi (% su votanti)       | ↳ Voti validi (% su votanti)       | ↳ Voti validi (% su votanti)       | 3 015                     | 93,87                     |
| ↳ Schede non valide (% su votanti) | ↳ Schede non valide (% su votanti) | ↳ Schede non valide (% su votanti) | 197                       | 6,13                      |
| ↳ Astenuti (% su iscritti)         | ↳ Astenuti (% su iscritti)         | ↳ Astenuti (% su iscritti)         | 1 915                     | 37,35                     |

### XXIII legislatura
| Partito                            | Partito                            | Candidato                          | Risultati 7 marzo 1909 | Risultati 7 marzo 1909 |
| Partito                            | Partito                            | Candidato                          | Voti                   | %                      |
| ---------------------------------- | ---------------------------------- | ---------------------------------- | ---------------------- | ---------------------- |
|                                    | Sinistra storica                   | Ugo Da Como                        | 2 860                  | 84,24                  |
|                                    | Socialista                         | Angelo Teotti                      | 535                    | 15,76                  |
|                                    |                                    |                                    |                        |                        |
| Iscritti                           | Iscritti                           | Iscritti                           | 5 670                  | 100,00                 |
| ↳ Votanti (% su iscritti)          | ↳ Votanti (% su iscritti)          | ↳ Votanti (% su iscritti)          | 3 572                  | 63,00                  |
| ↳ Voti validi (% su votanti)       | ↳ Voti validi (% su votanti)       | ↳ Voti validi (% su votanti)       | 3 395                  | 95,04                  |
| ↳ Schede non valide (% su votanti) | ↳ Schede non valide (% su votanti) | ↳ Schede non valide (% su votanti) | 177                    | 4,96                   |
| ↳ Astenuti (% su iscritti)         | ↳ Astenuti (% su iscritti)         | ↳ Astenuti (% su iscritti)         | 2 098                  | 37,00                  |

### XXIV legislatura
| Partito                            | Partito                            | Candidato                          | Risultati 26 ottobre 1913 | Risultati 26 ottobre 1913 |
| Partito                            | Partito                            | Candidato                          | Voti                      | %                         |
| ---------------------------------- | ---------------------------------- | ---------------------------------- | ------------------------- | ------------------------- |
|                                    | Unione Liberale                    | Ugo Da Como                        | 7 716                     | 83,13                     |
|                                    | Socialista                         | Angelo Teotti                      | 1 566                     | 16,87                     |
|                                    |                                    |                                    |                           |                           |
| Iscritti                           | Iscritti                           | Iscritti                           | 17 780                    | 100,00                    |
| ↳ Votanti (% su iscritti)          | ↳ Votanti (% su iscritti)          | ↳ Votanti (% su iscritti)          | 9 680                     | 54,44                     |
| ↳ Voti validi (% su votanti)       | ↳ Voti validi (% su votanti)       | ↳ Voti validi (% su votanti)       | 9 282                     | 95,89                     |
| ↳ Schede non valide (% su votanti) | ↳ Schede non valide (% su votanti) | ↳ Schede non valide (% su votanti) | 398                       | 4,11                      |
| ↳ Astenuti (% su iscritti)         | ↳ Astenuti (% su iscritti)         | ↳ Astenuti (% su iscritti)         | 8 100                     | 45,56                     |